# Chiricahua National Monument

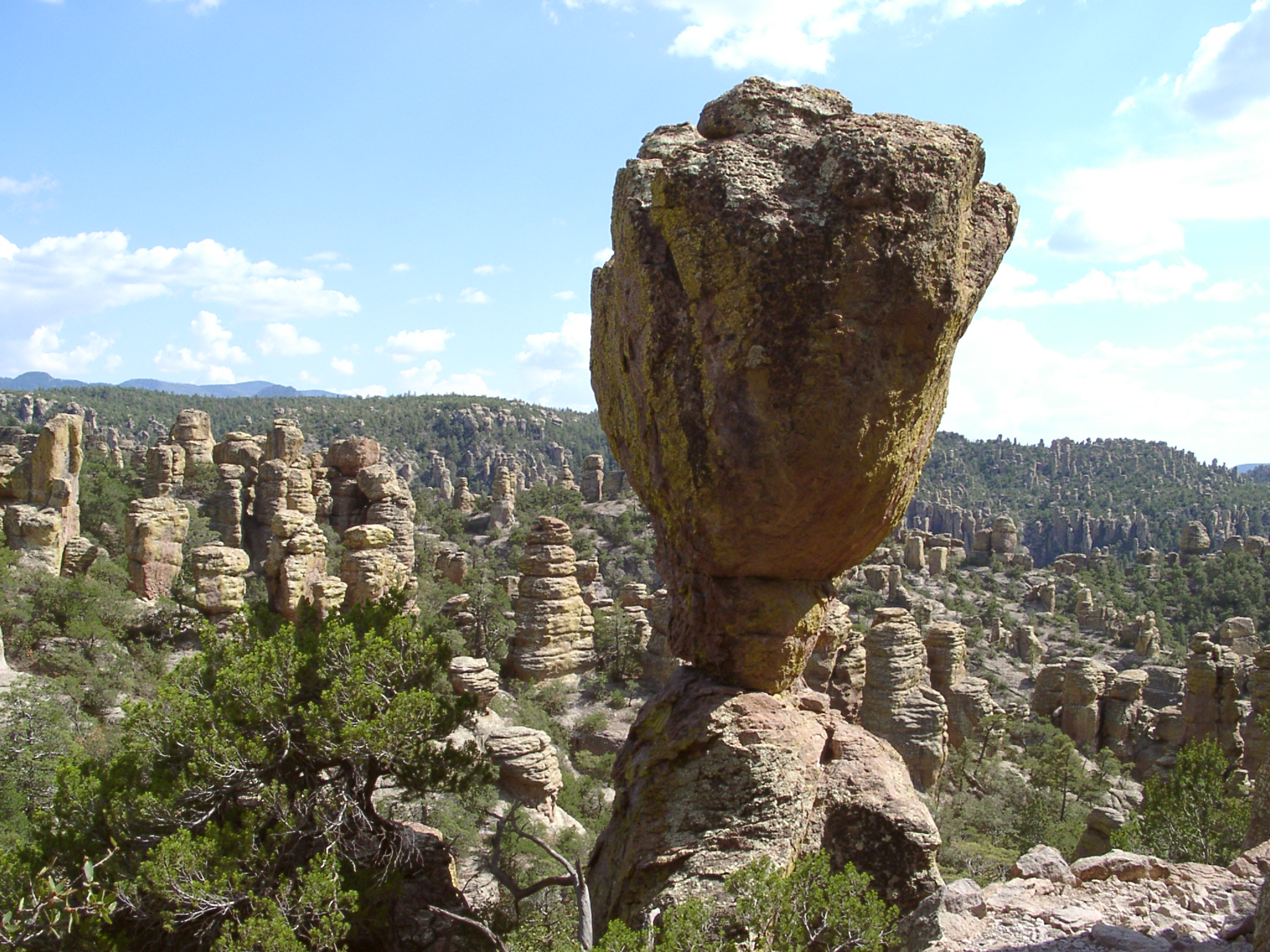
Uno scorcio del Chiricahua National Monument.

Il Chiricahua National Monument è una formazione rocciosa situata presso i monti Chiricahua, nel sud-est dell'Arizona.
Divenne monumento nazionale il 18 aprile 1924, al fine di preservare il paesaggio nella sua integrità.
Per accedervi, è necessario percorrere la Arizona State Route 181. Il centro abitato più vicino è quello di Willcox, distante circa 60 chilometri.
La formazione rocciosa deriva da un'eruzione vulcanica avvenuta circa 27 milioni di anni fa. La cenere densa e incandescente emessa dalla vicina Turkey Creek Caldera si raffreddò fino a diventare riolite. Nel corso del tempo, la roccia si erose al punto da creare la particolare conformazione visibile ad oggi.